# Joustra

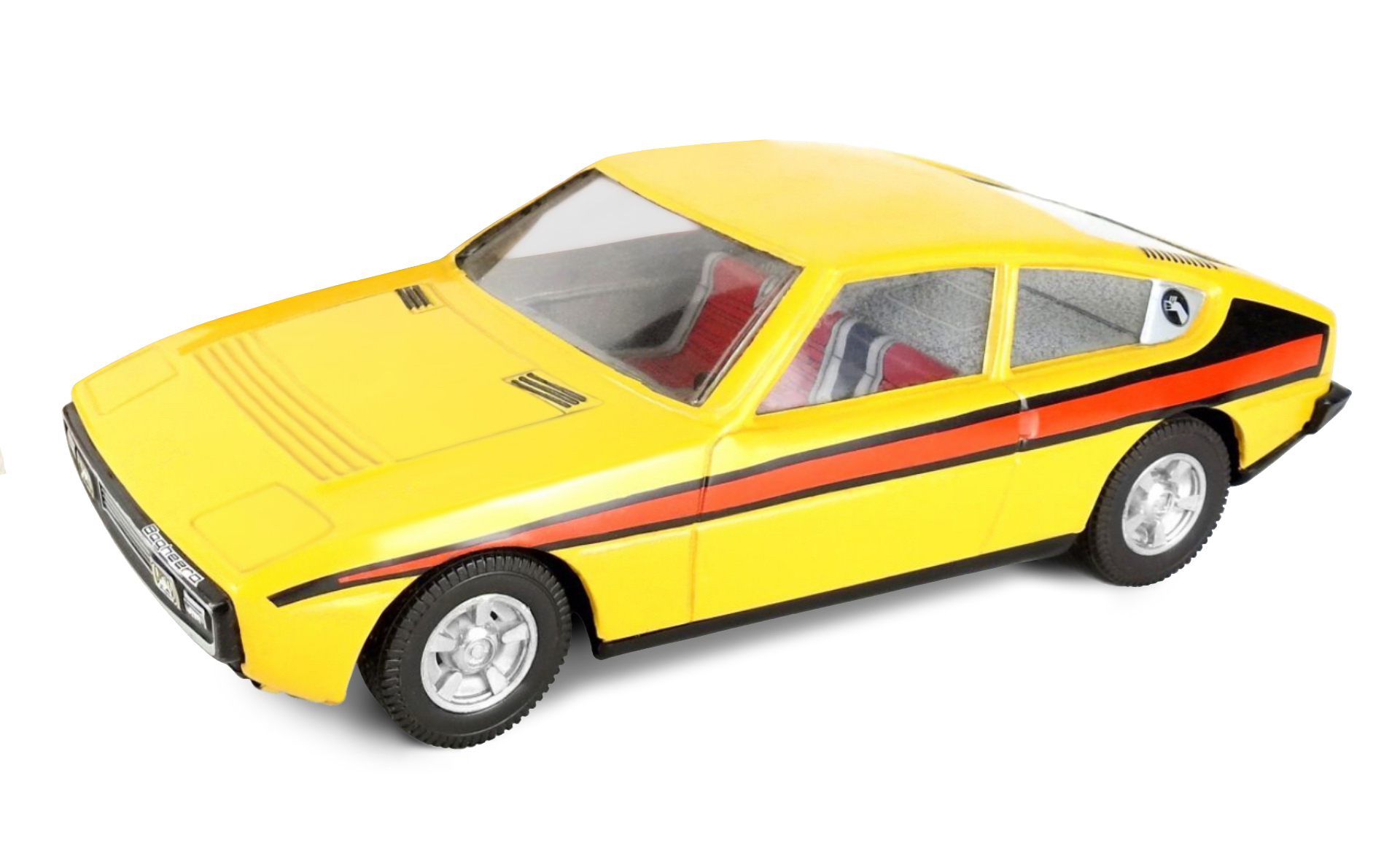
Matra-Simca Bagheera jaune en tôle lithographiée de 28 cm, produite par Joustra dans les années 1970.

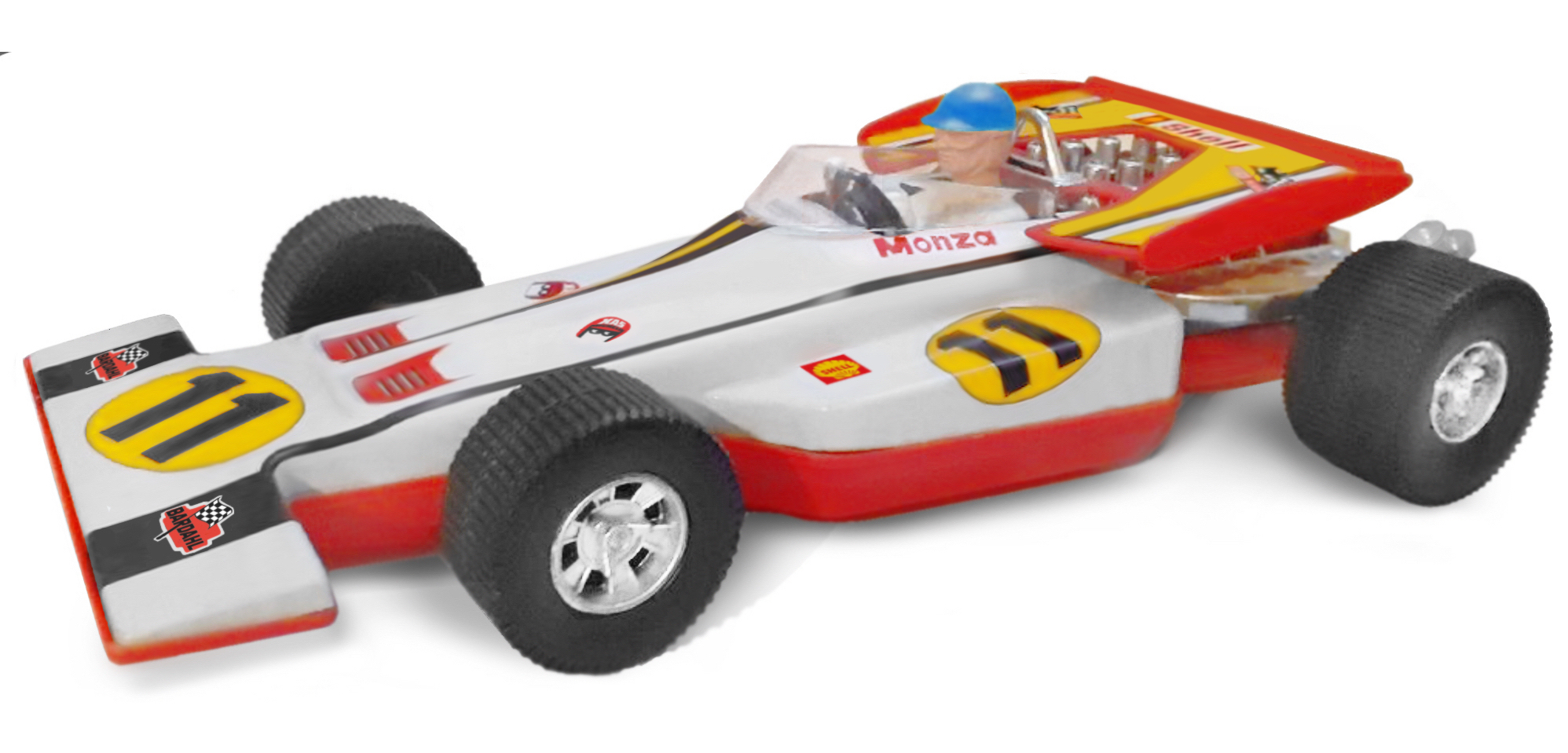
Une Formule 1 de 35 cm du début des années 1970 par Joustra.

Joustra, contraction de JOUet de STRAsbourg (Heller Joustra S.A. depuis 1999), est une entreprise industrielle spécialisée dans le jouet,. Fondée à Strasbourg en 1934 par les frères Paul et André Kosmann, son symbole est celui de la Cathédrale de Strasbourg. Le site choisi est celui de l'ancienne fabrique de meubles Arnold. 

## Historique
En 1934, les frères Paul et André Kosmann fondent à Strasbourg un petit magasin de jouets où ils vendent une production venue d'Allemagne. Peu de temps après, ils commencent à fabriquer leurs propres articles sous le nom de Jouets de Strasbourg, ou Joustra en abrégé. Ils souhaitent proposer ainsi à leurs clients des jouets français afin d'échapper aux lourds droits de douane qui frappaient les jouets allemands. Pour cela, ils s'adjoignent les services de Guillaume Marx qui a travaillé pour de nombreuses entreprises de la région de Nuremberg, et qui officie alors comme représentant à l'usine de produits métalliques de Nuremberg Gebrüder Bing. Une première gamme de produits est proposée avant guerre avec de nombreuses versions de camions, voitures, avions et canots moteurs. Les mécanismes sont produits en Savoie. En 1939, au début de la Seconde Guerre mondiale, les huit premiers modèles miniatures mécaniques Joustra sont proposés. La cathédrale de Strasbourg est choisie comme motif pour le logo de l'entreprise. En 1943, la production de Joustra est arrêtée en raison de la guerre. Les outillages sont cachés. L'entreprise spécialisée dans les jouets mécaniques connaît son véritable essor dans l'après guerre grâce à un catalogue de produits innovants. Un contrat est signé avec Marx et Georges Molliet, un de ses fournisseurs. Elle propose dans toute l'Europe une gamme allant de jouets simples et bon marché tels que de petits animaux mécaniques jusqu'à des modèles dotés de mécanismes complexes et ingénieux dont la fameuse auto-miracle 2002 et des dérivés. Ce jouet est tellement révolutionnaire que les concurrents allemands interdirent à Joustra l'accès au fameux Salon du jouet de Nuremberg.

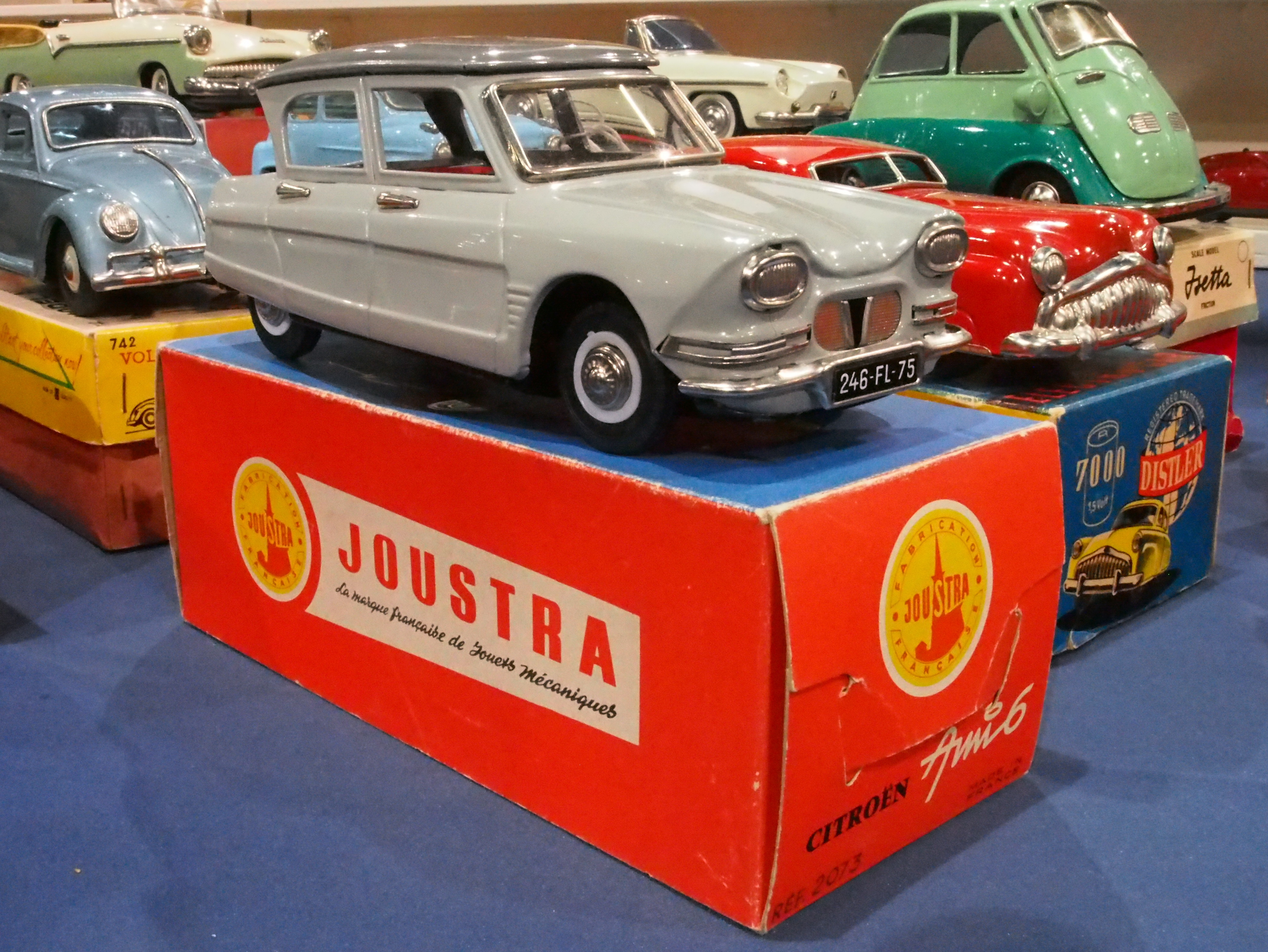
Citroën Ami 6.

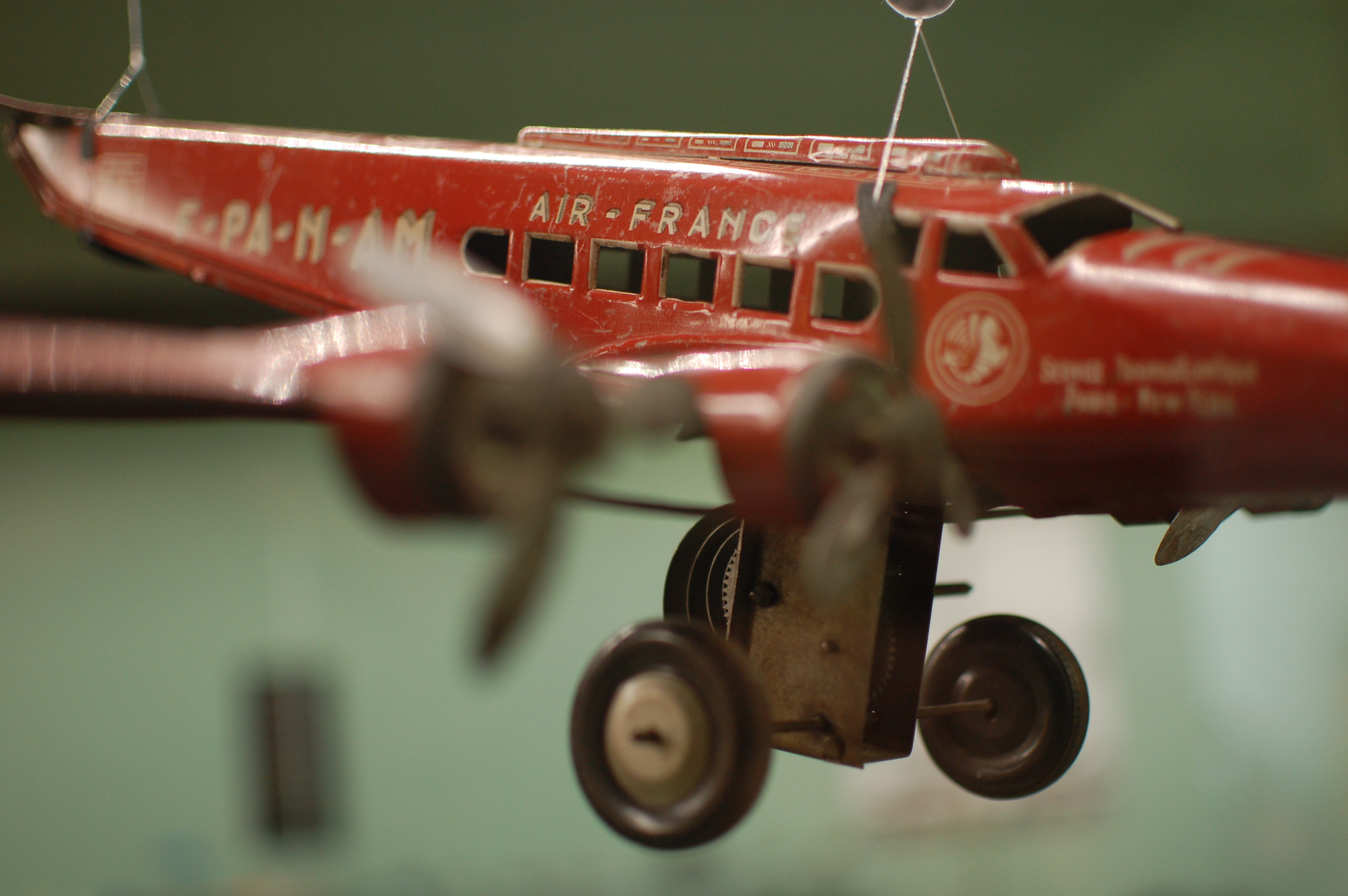
Avion transatlantique quadrimoteur de la compagnie Air France par Joustra en 1950.

Au début des années 1950, 40 % de la production est exportée vers d’autres pays européens et vers les États-Unis. En 1955, l'entreprise emploie plusieurs centaines de personnes et vend 6 à 7 millions de jouets par an.
Au milieu des années 1960, Joustra est le premier fabricant de jouets mécaniques en Europe. Sa gamme comprend jusqu'à 200 produits différents, jouets mécanique avec moteur à clef mais aussi à friction et à piles. C'est ainsi que Joustra produit automates, camions, grues de chantier, autobus, avions, bateaux, automobiles… Les jouets en tôle emboutie sont remplacés au cours des années 1960 par des modèles moulés en plastique plus sûrs pour les enfants mais qui auront tendance à se déformer avant l'utilisation de l'ABS. En 1969, au départ en retraite du dirigeant et propriétaire, Guillaume Marx, la société est rachetée par la Compagnie Financière Edmond de Rothschild. Elle y sera regroupée avec d'autres marques, dont les Jouets rationnels, dans la Compagnie Générale du Jouet (CEJI). Alors que la mondialisation n'est qu'à ses balbutiements, Joustra échange ses outillages avec Gama (Allemagne) ou Bandai (Japon) afin de commercialiser en France, une Cadillac et une série de DS berline, cabriolet et breaks se déclinant en versions civiles et taxis.
Dans les années 1970, Joustra passe le cap du jouet téléguidé au jouet radiocommandé (voitures et bateaux) notamment en rachetant la Société Lyonnaise de Jouets (SLJ). C'est ainsi que la gamme Joustra s'enrichit de reproductions de la Ligier JS2 et d'une vedette côtière.  
En 1980, l'entreprise quitte les locaux historiques de la rue de Belfort dans le quartier du Neudorf à Strasbourg et s'installe totalement dans la commune d'Illkirch-Graffenstaden. Le site est vendu à un petit promoteur qui y construira quatre immeubles entre 1982 et 1992.
En 1985, le siège social de l'entreprise a été transféré dans la commune d'Ostwald près de Strasbourg. Les concurrents japonais bon marché sur le marché des jouets télécommandés causent alors de plus en plus de problèmes à Joustra.
En 1999, la société est rachetée par le fabricant de modèles réduits et de peinture Heller et opère désormais sous le nom de Heller Joustra SA. La production se fait depuis cette date en Normandie, à Trun dans l'Orne.

## Aujourd'hui
Aujourd'hui, sa production regroupe surtout des produits d'éveil artistiques ou scientifiques : série des "chimie 2000" etc.
Les anciens jouets Joustra sont devenus très recherchés avec le temps et de nombreux collectionneurs peuvent ainsi renouer avec l'époque de leur enfance.

## Identité visuelle

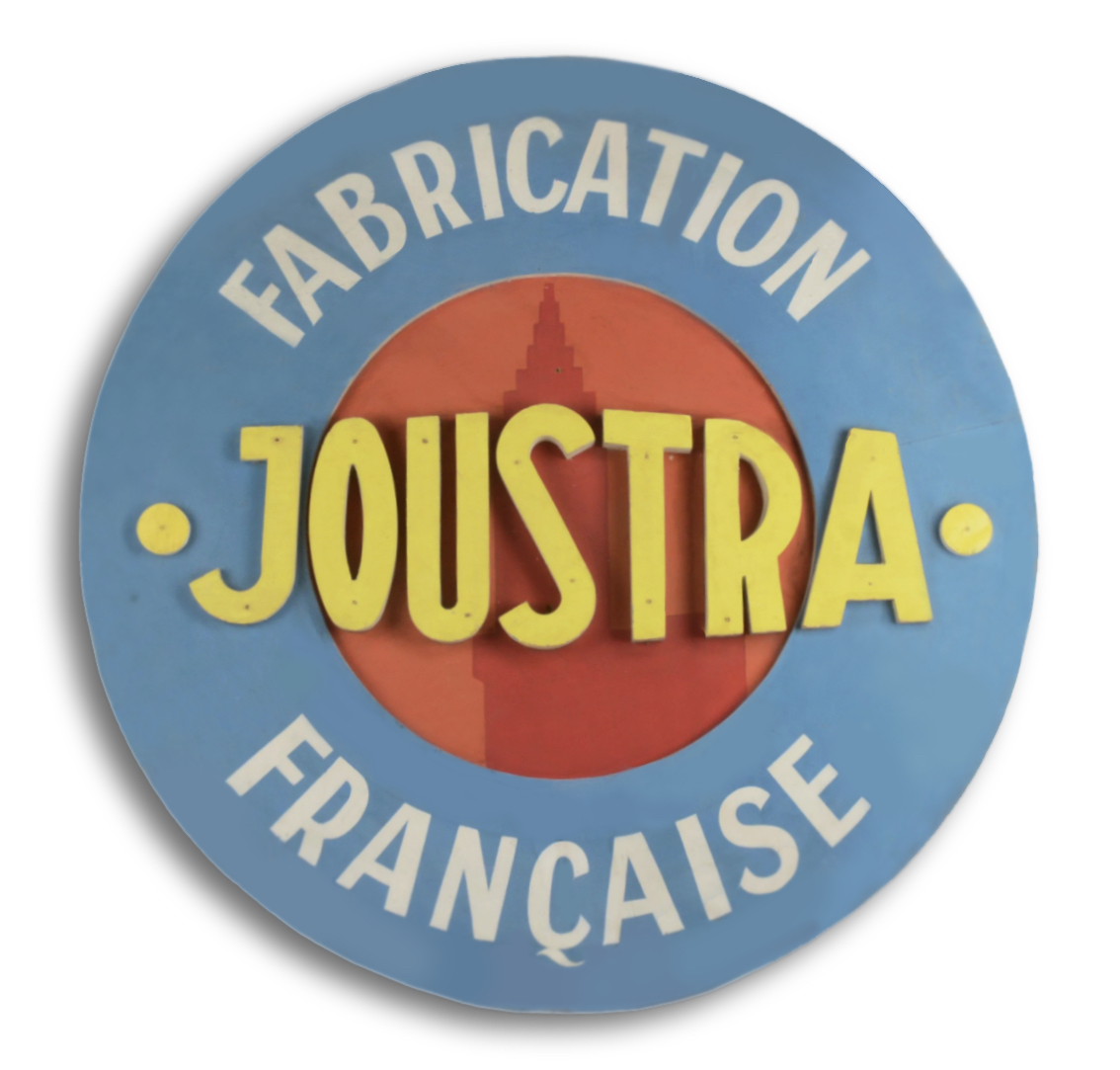
Enseigne en bois Joustra.
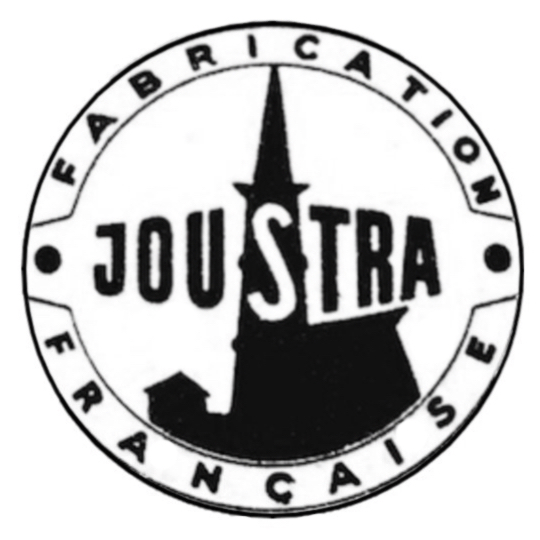
Logo Joustra …
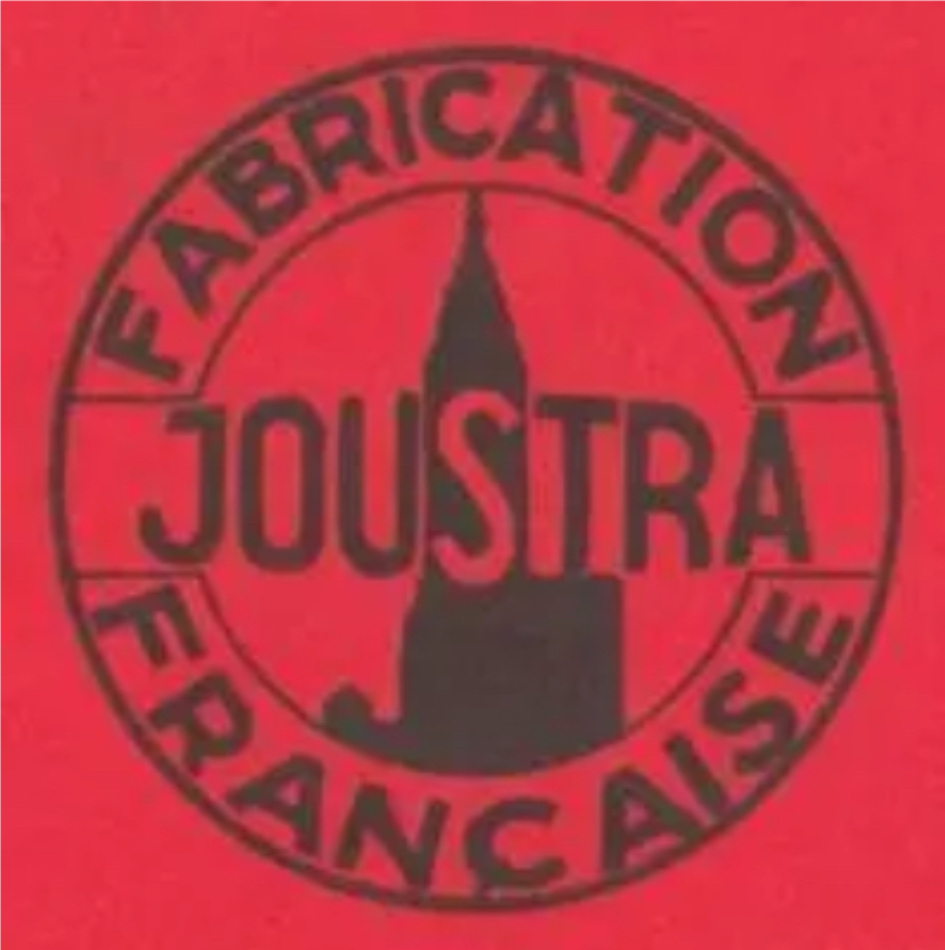
… avec la silhouette du clocher de la cathédrale de Strasbourg.
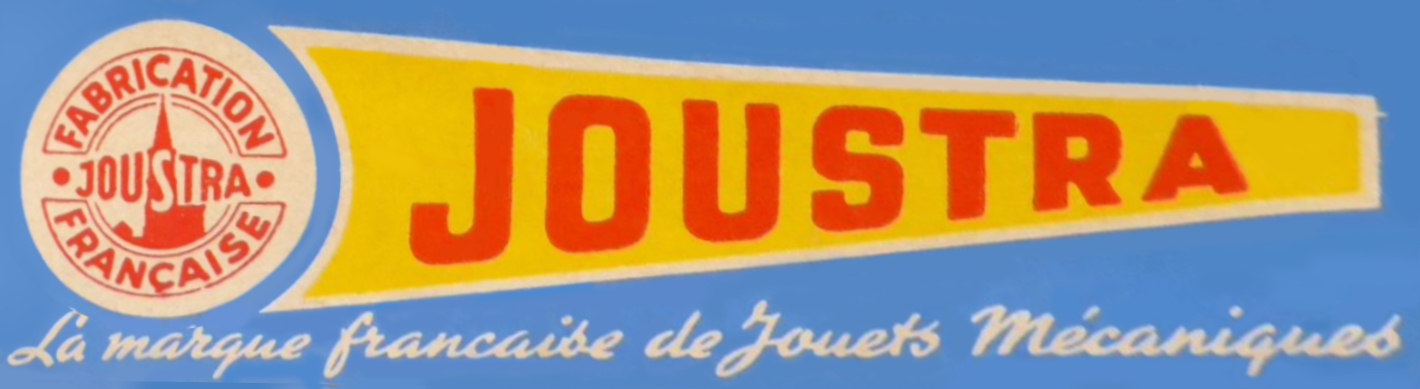
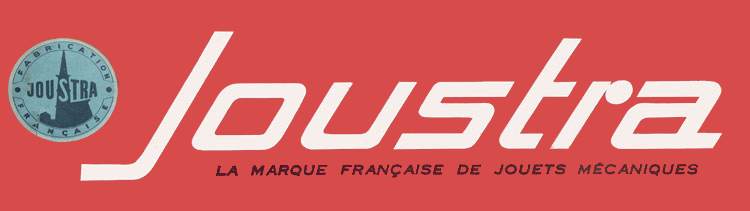
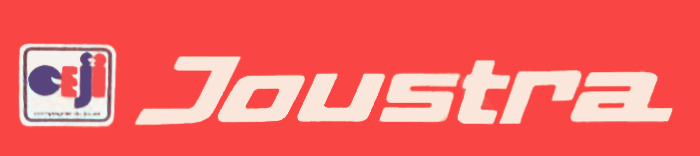
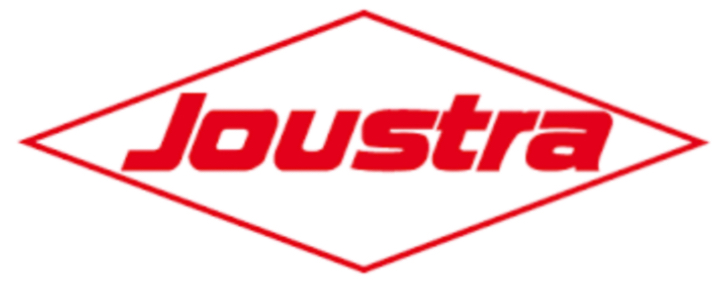

## Galerie

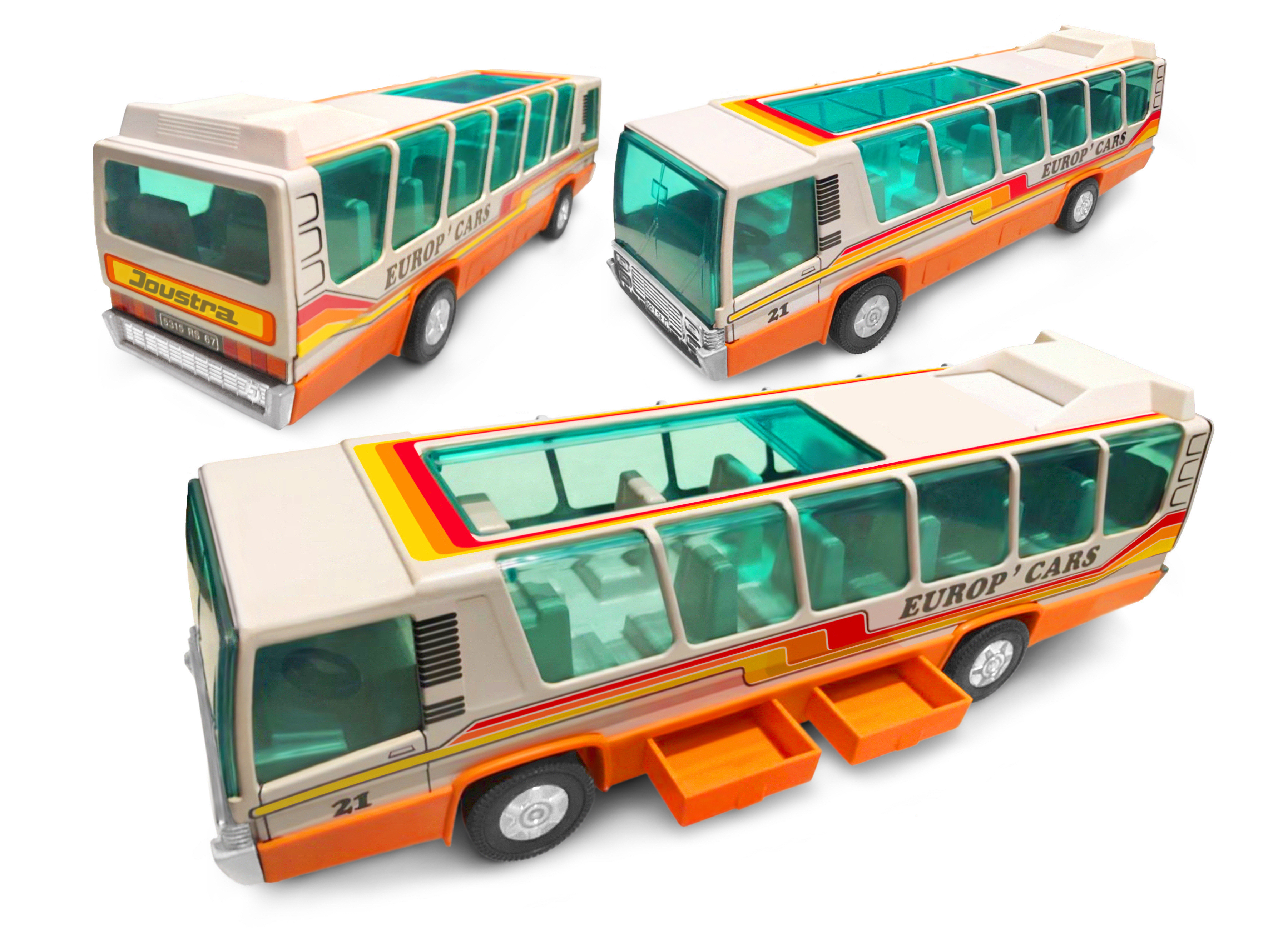
Autocar « Europ’Cars » de 40 cm, avec toit ouvrant coulissant et 4 tiroirs à bagages.
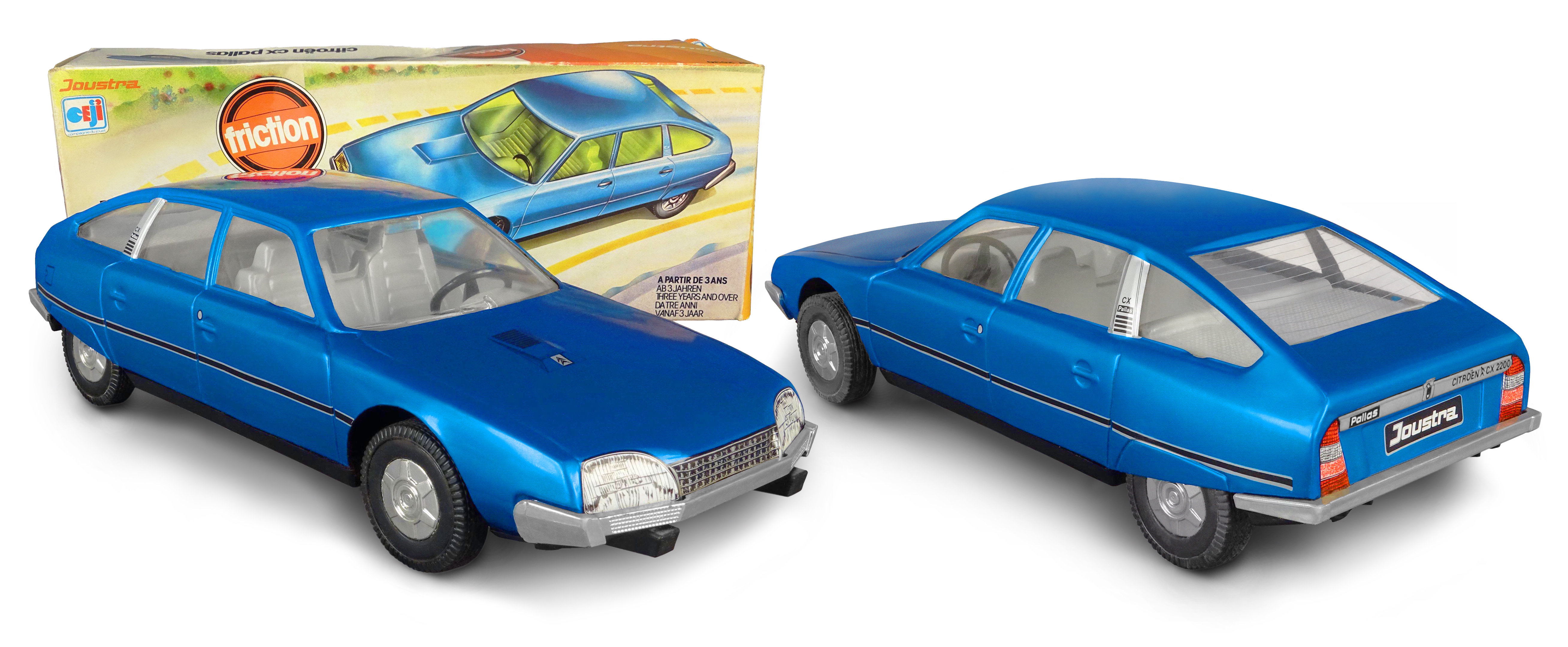
Citroën CX 2200 Pallas bleue à friction (30 cm, 1/18e) des années 1970.
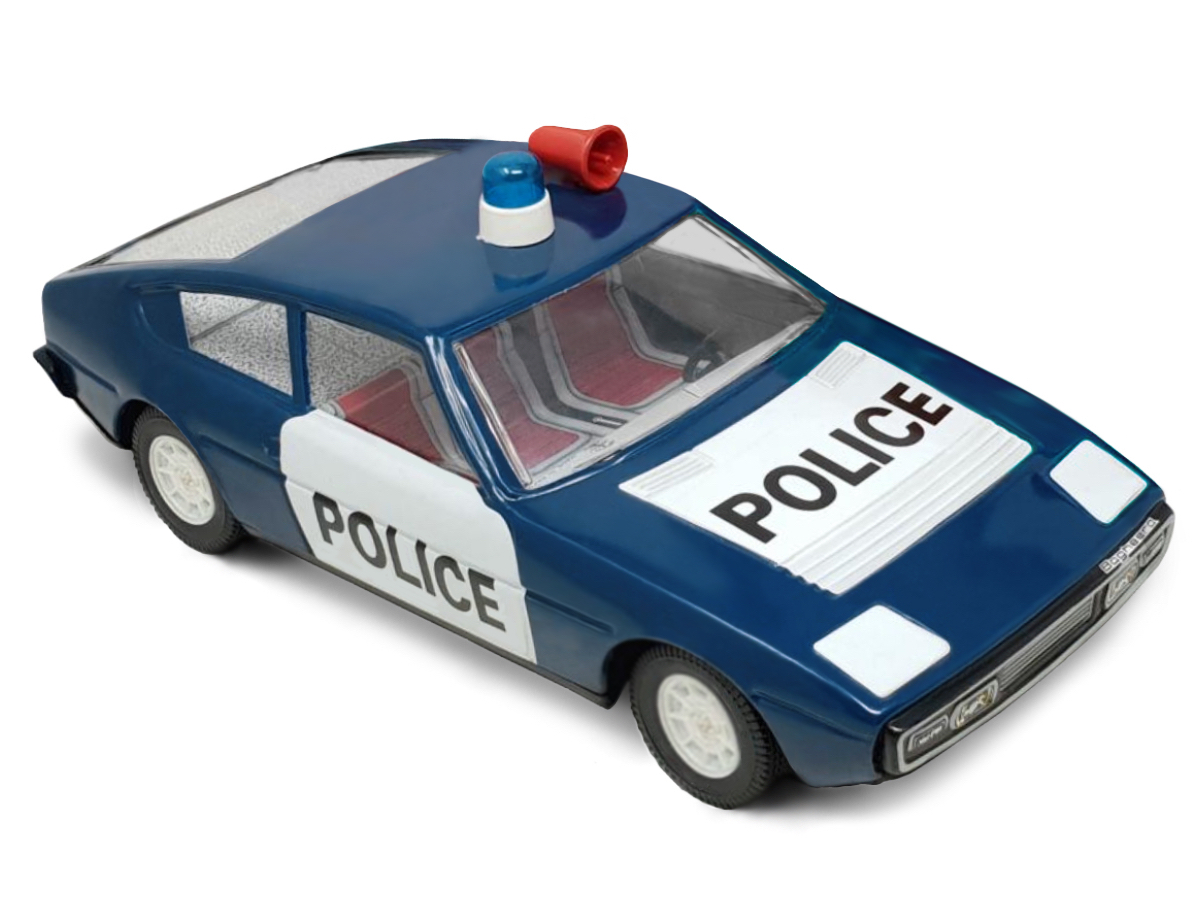
Matra-Simca Bagheera de police de 28 cm, du début des années 1970.
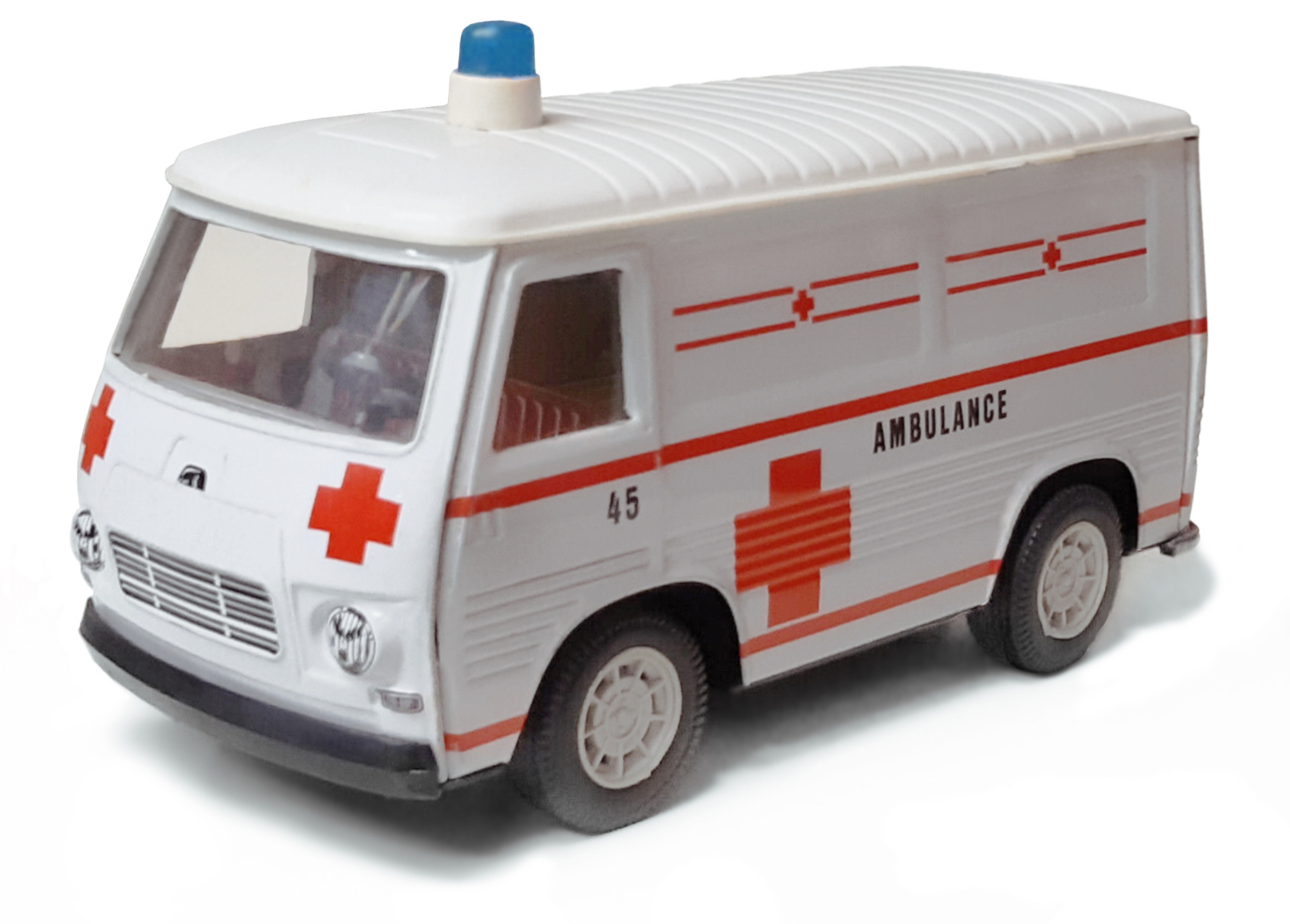
Fourgon Peugeot J7 ambulance à friction (21 cm) de 1975.
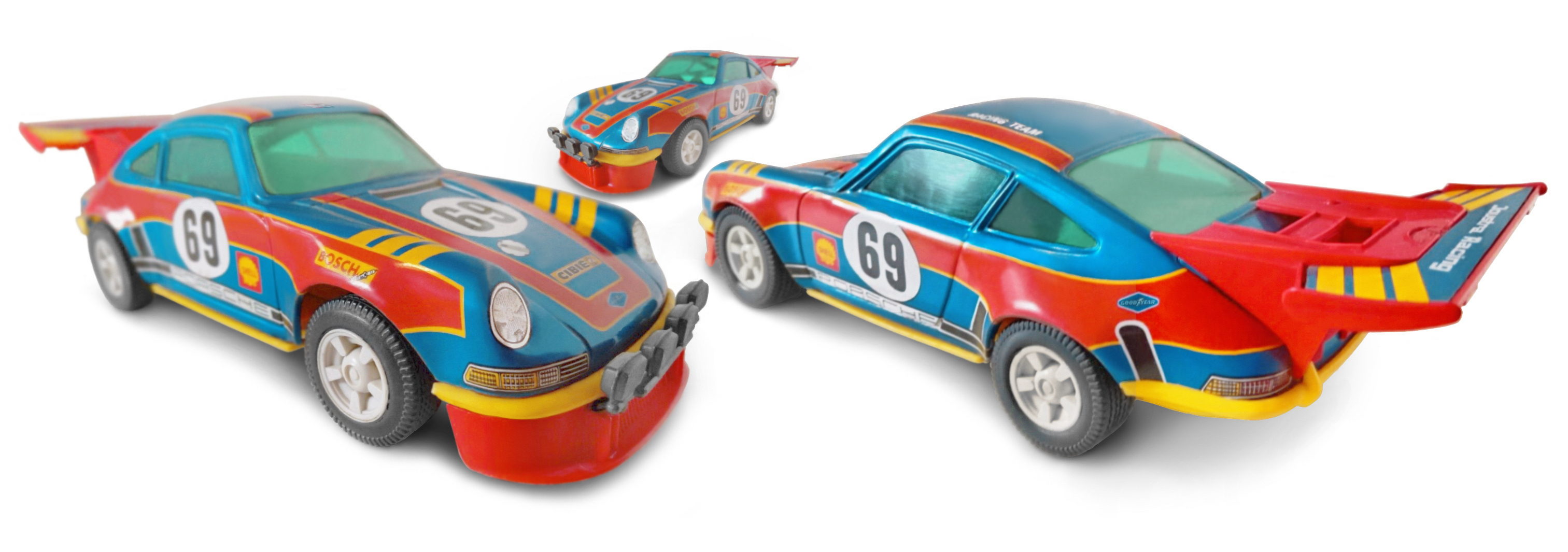
Porsche 911 Turbo au 1/18e produite à la fin des années 1970, début des années 1980.
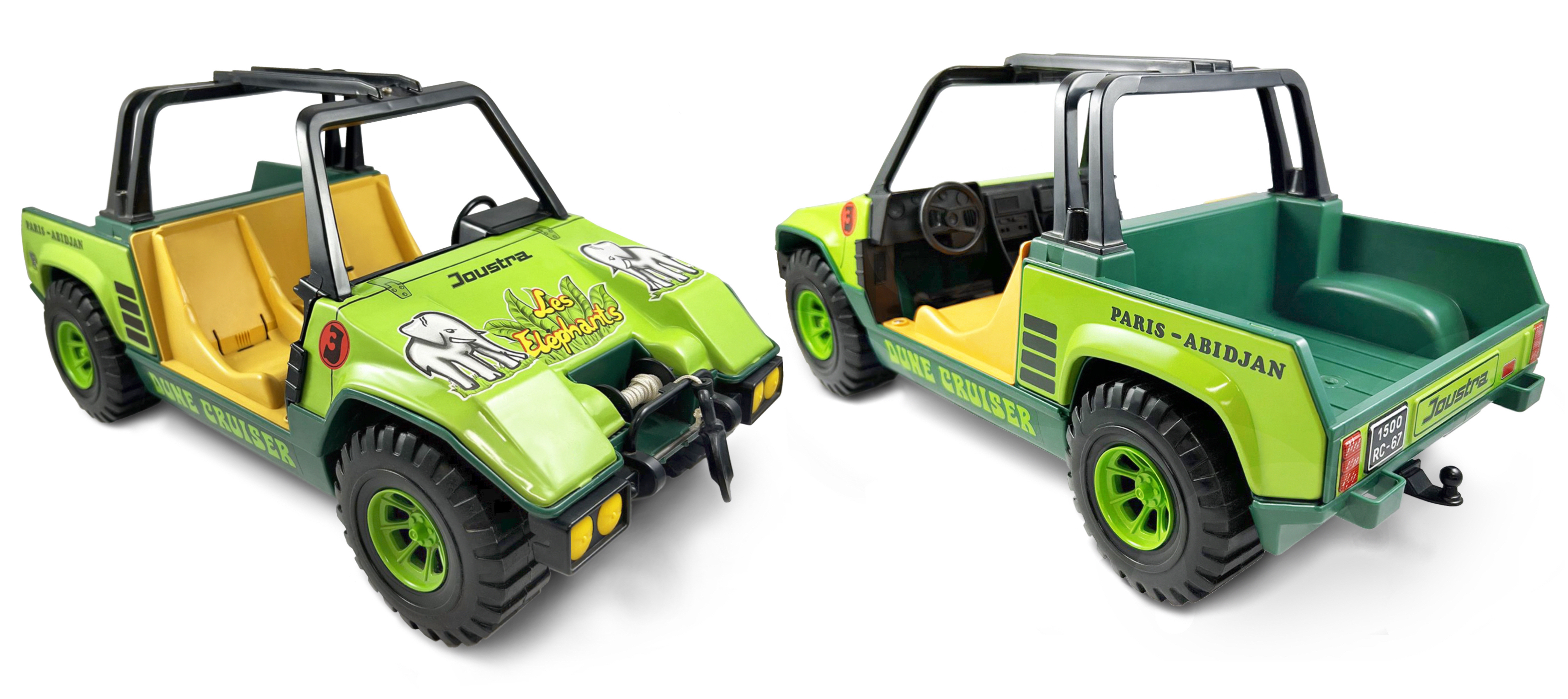
Dune Cruiser de 47x22x22 cm (« Les Éléphants » N°3 Paris-Abidjan) fabriqué de 1978 aux années 1980.
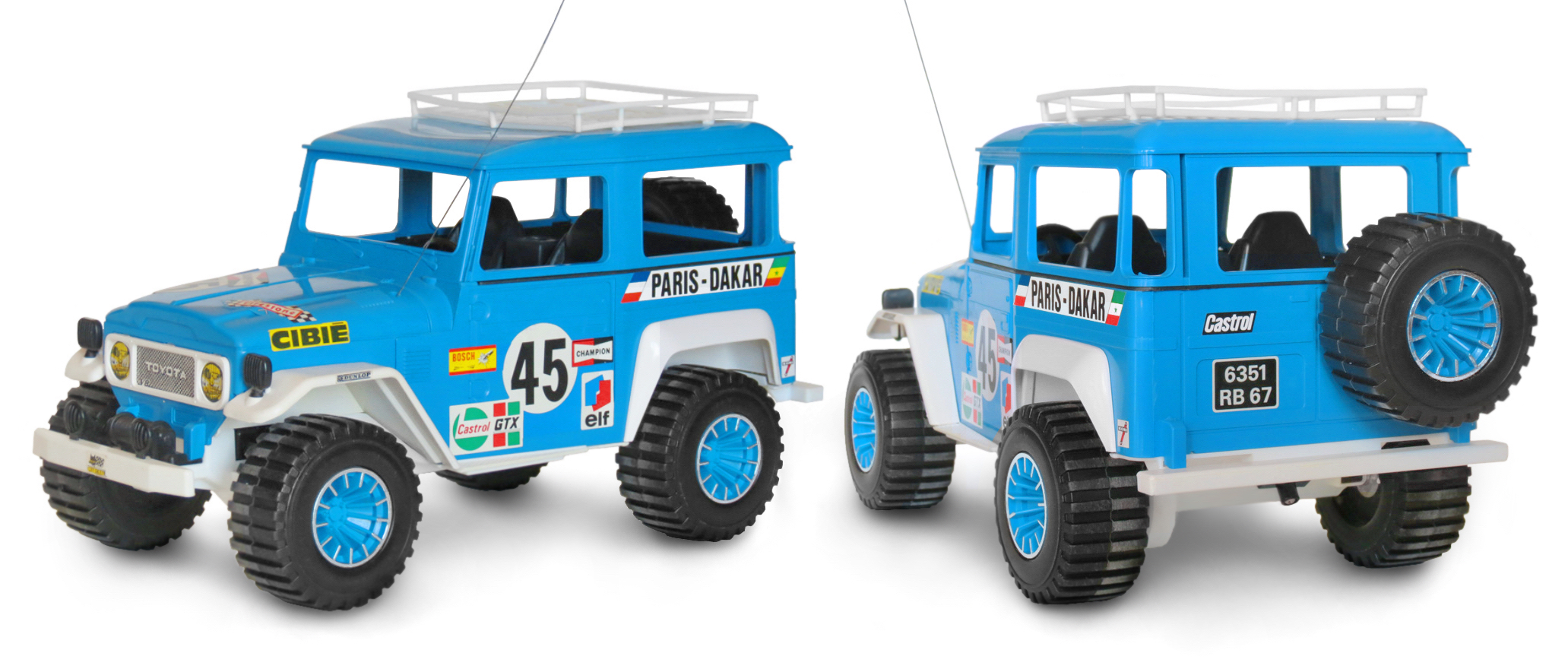
Toyota Land-Cruiser J40 radiocommandée deux roues motrices, de 40 cm au 1/10e, fabriquée en 1981.
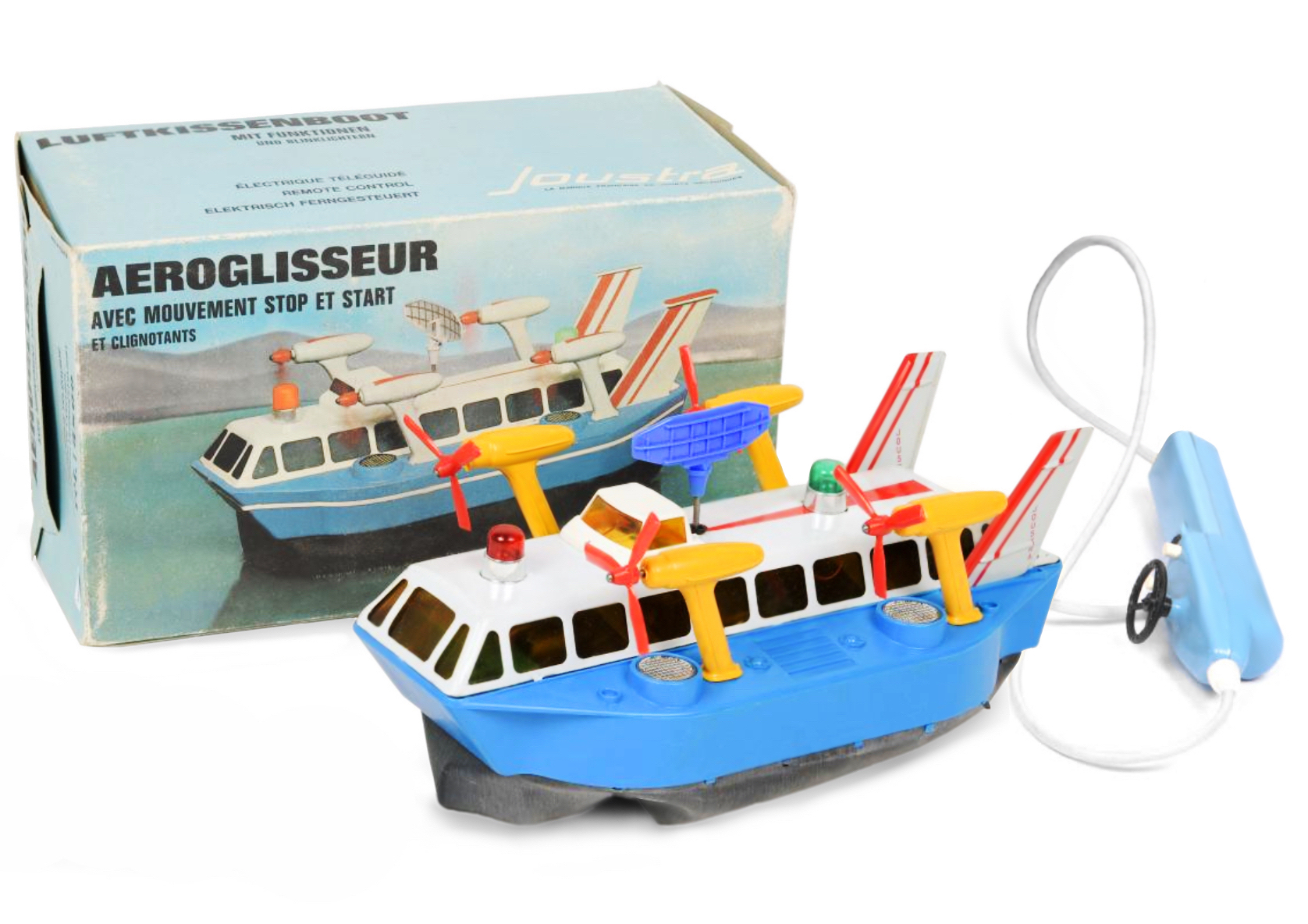
Aéroglisseur téléguidé en tôle et plastique (31 cm).
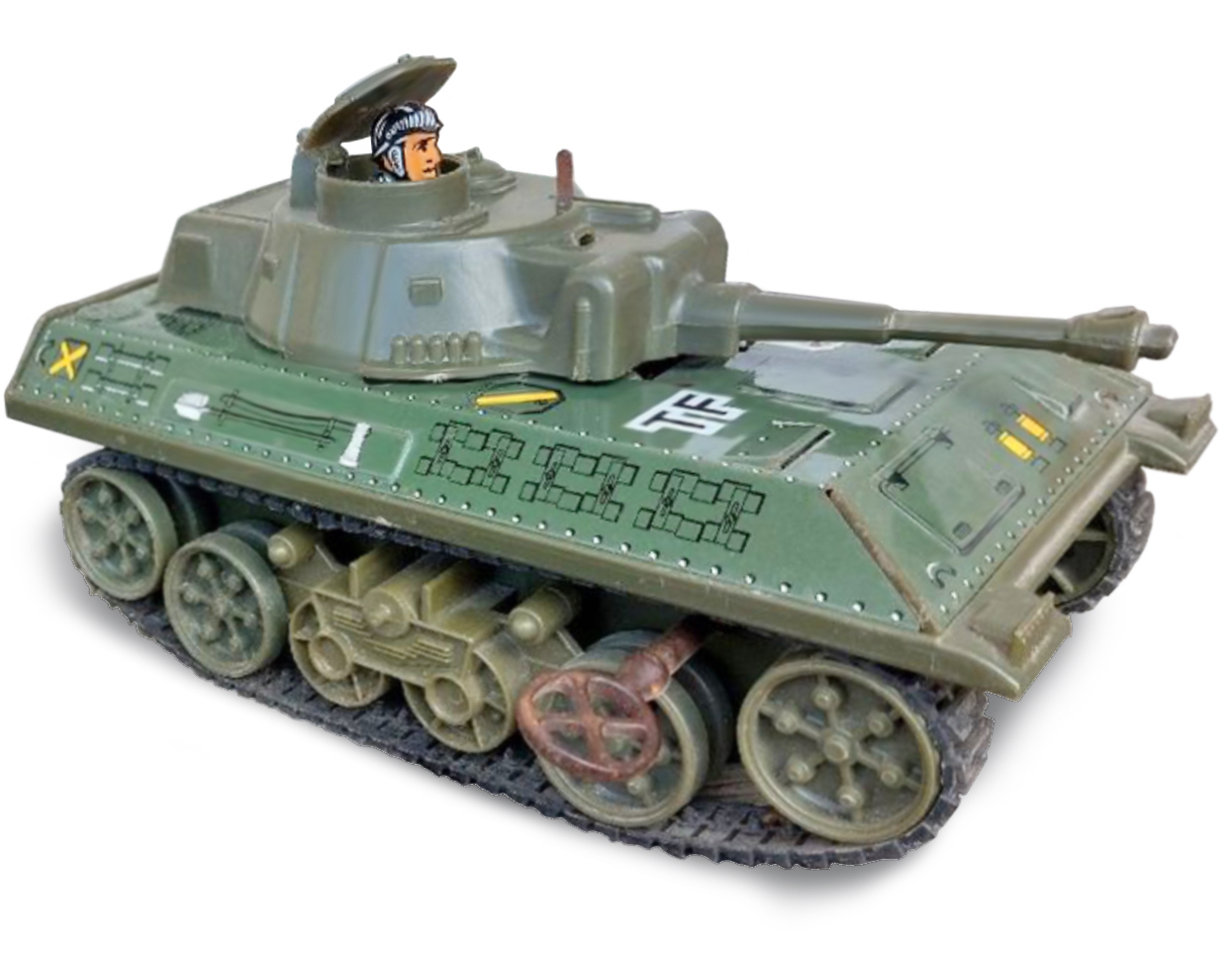
Char TF-56 des années 1970.

### Liens connexes
- Musée du jouet
- Musée du jouet de Moirans-en-Montagne